# アイルハルト・フォン・オベルク
アイルハルト・フォン・オベルク(Eilhart von Oberg [ˈoːbɛrk], 中高ドイツ語ではOberge)は、12世紀後半のドイツの詩人。中高ドイツ語のロマンス『トリストラント』（Tristrant）で知られる。

## トリストラント
『トリストラント』は現存する最古の（1170年頃、または1185年頃）トリスタン物語といわれており、流布本（俗伝本）系に属する。 アイルハルトのトリストラントはドイツ語による最初期の文学作品だがテキストは成立年代頃の写本の断片が残存する程度であり、ゴットフリート・フォン・シュトラースブルクの宮廷本系の『トリスタンとイゾルデ』のほうが有名である。
アイルハルトはベルールが用いたのと同じフランス語（ノルマン語）の資料を使用したと考えられる。しかし、ベルールに比べ、アイルハルトの作品は原典にあまり忠実でないとされる。現存するベルールの断片にあるいくつかのエピソードと細部が、アイルハルトでは書き換えられたり完全に欠落したりしている。しかし、アイルハルトのトリスタンは現存するフランス語の断片に残っていない場面を保存しており、特に物語の結末であるトリスタンの消失、第二のイズールト（ブルターニュ王の娘）との結婚、そして悲劇的な二人の死を今に伝えている点は特筆に値する。

## 日本語訳
- 小澤昭夫訳[8]、アイルハルト・フォン・オーベルク作『トリスタン物語』（前編）、『北陸学院短期大学紀要』 第19号 1988年 p.149-166。PDF
- 同上『トリスタン物語』（後編）、『同上紀要』 第20号 1988年 p.135-157。PDF
- 『トリストラントとイザルデ』 石川栄作訳、講談社学術文庫、2025年。ISBN 4065398339

## 注・出典
1. ↑  石井敬三『トリスタンとイゾルデ』解説 p.363 は1170年頃が有力と伝えている。
2. ↑  佐藤輝夫『トリスタン伝説 流布本系の研究』 p.150。
3. ↑  流布本系はベルールのトリスタン（ノルマン語）が最も有名である。
4. 1 2  The Arthurian Handbook, pp. 100–101.
5. 1 2  Kalinke, Marianne E. (1991). "Eilhart von Oberge." In Norris J. Lacy, The New Arthurian Encyclopedia, pp. 127–128. New York: Garland. ISBN 0-8240-4377-4.
6. ↑  Gottfried von Straßburg: Tristan und Isolde、1210年頃、未完
7. ↑  Jaeger, Stephen C. (1991). "Gottfried von Strassburg." In Lacy, Norris J. (Ed.), The New Arthurian Encyclopedia, pp. 206–211. New York: Garland. ISBN 0-8240-4377-4.
8. ↑  オザワアキオ、八戸学院大学 健康医療学部 人間健康学科 教授（経歴）
9. ↑  Alan S. Fedrick, M.A., PH.D., 1937-1975.（PENGUIN CLASSICS 版冒頭ページ所載）ISBN 9780140442304